# Ivan Vazov
Ivan Minčov Vazov (in bulgaro Иван Минчов Вазов?; Sopot, 27 giugno 1850 – Sofia, 22 settembre 1921) è stato un poeta, romanziere, drammaturgo e politico bulgaro.

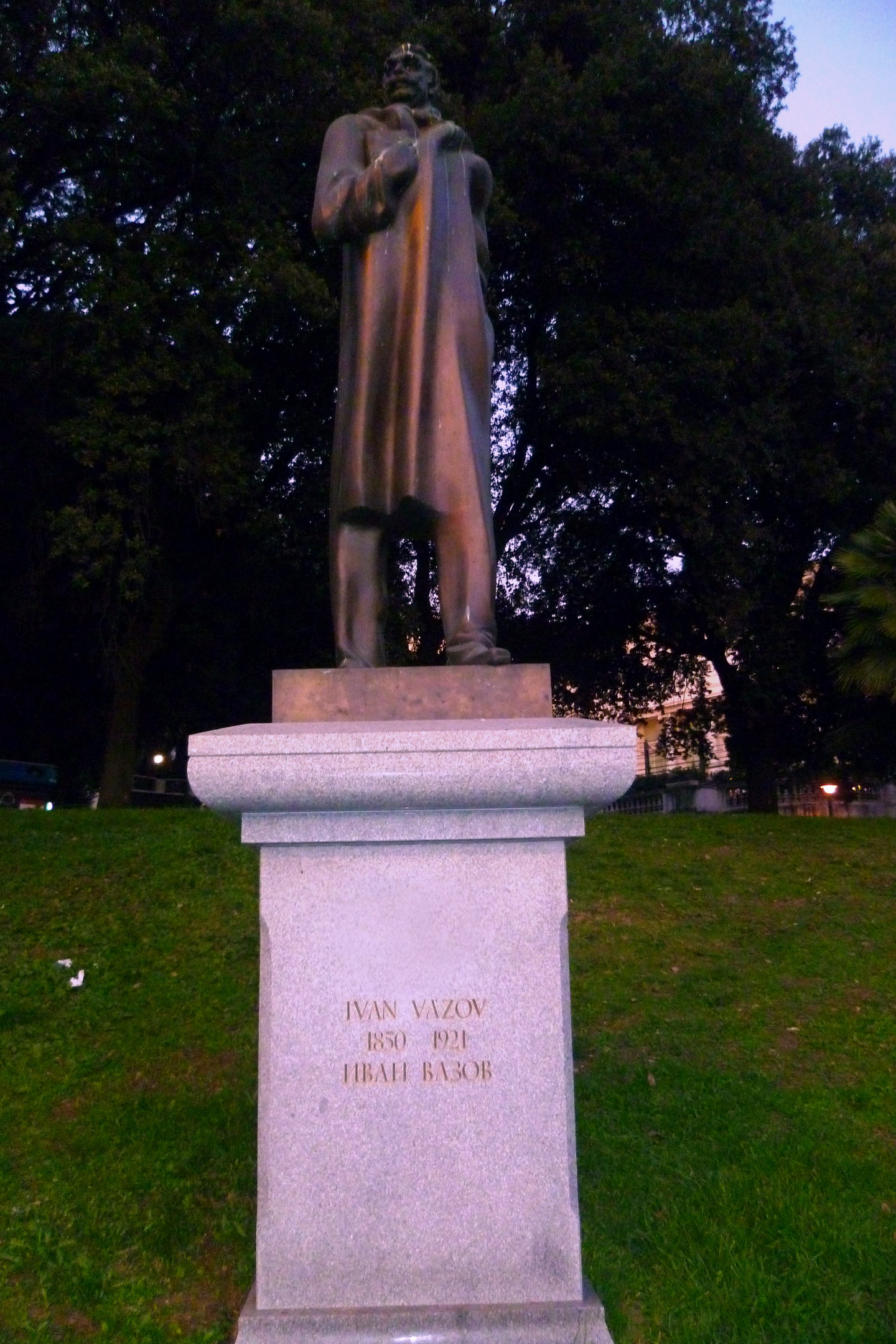
Monumento a Ivan Vazov a Roma.

Autore molto celebrato in patria, considerato il "patriarca della letteratura bulgara", Vazov fu il maggior esponente della poesia bulgara di fine Ottocento e primo Novecento, anche per l'influenza della sua produzione artistica nell'ambiente letterario suo contemporaneo e per l'impegno che profuse per la causa dell'indipendenza del proprio paese. Le sue opere riflettono due epoche storiche: il Risorgimento bulgaro e la Bulgaria post-liberazione.
Lui fu accademico dell'Accademia bulgara delle scienze e ministro della pubblica istruzione del Partito Popolare dal 7 settembre 1897 fino al 30 gennaio 1899.
Divenne una figura di spicco nei circoli letterari e culturali di una Bulgaria in pieno fermento risorgimentale e desiderosa di affrancarsi dal dominio dell'Impero ottomano. Queste posizioni si riflettono in tutta la produzione letteraria dello scrittore che diede alle stampe, nel 1890, il suo romanzo più noto, Sotto il giogo (Под игото) un vivido spaccato della vita sotto l'Impero ottomano e delle vicende storiche che condussero all'insurrezione bulgara dell'aprile del 1876. Scrittore prolifico, tra i suoi lavori più famosi si può ricordare anche il ciclo di poesie L'epopea dei dimenticati (1881-1884).
Ebbe anche un ruolo attivo nella politica del nuovo stato bulgaro, ricoprendo la carica di Ministro della Pubblica Istruzione tra il 1897 e il 1899, per dedicarsi successivamente di nuovo all'attività letteraria divenendo una figura di grande prestigio nella vita sociale e culturale del suo paese.

## Biografia

### Infanzia e adolescenza
Nacque il 9 luglio (27 giugno, secondo il Calendario giuliano) 1850 a Sopot, una città della Valle delle rose nei Monti Balcani. Proveniva da una famiglia di commercianti della classe media, in cui venivano rispettati l'ordine rigoroso e il patriarcato, le tradizioni religiose e quotidiane e la sensibilità verso i sentimenti illuminati e patriottici der Risorgimento bulgaro. I suoi fratelli furono il tenente generale Georgi Vazov, il generale Vladimir Vazov, il personaggio pubblico e politico Boris Vazov e il dottor Kiril (Kirko) Vazov.
Si diplomò presso la scuola elementare laica, che applicava il mutuo insegnamento, e presso quella divisa in classi, e conobbe la letteratura bulgara originale e tradotta. Con l'aiuto del suo insegnante Partenij Belčev, laureato in Russia, venne introdotto alla poesia in lingua russa in tenera età. Nel 1866 studiò il greco e il turco alla scuola di Kalofer sotto la guida di Botjo Petkov (padre di Hristo Botev), diventandone l'insegnante assistente. Lì trovò una ricca biblioteca di libri francesi e russi, che ebbero un ruolo importante nel suo sviluppo letterario.
Nel 1866 si iscrisse al quarto anno del liceo maschile di Plovdiv, il cui preside fu Joakim Gruev, dove imparò il greco e il turco. Studiò inoltre con impegno il francese e rimase affascinato dalla poesia di Pierre-Jean de Béranger, Victor Hugo e Alphonse de Lamartine. Nel 1868 suo padre lo chiamò a Sopot per iniziarlo all'attività commerciale, ma Vazov non ne mostrò alcun interesse e, al contrario, riempì i quaderni del padre di poesie (alcune delle quali furono pubblicate nel 1880 nella raccolta di poesie "Majska kitka"). Nel 1870 venne pubblicata la sua prima poesia, "Borba" ('Lotta') nel "Giornale periodico" della Società letteraria Braille.

### Emigrazione in Romania

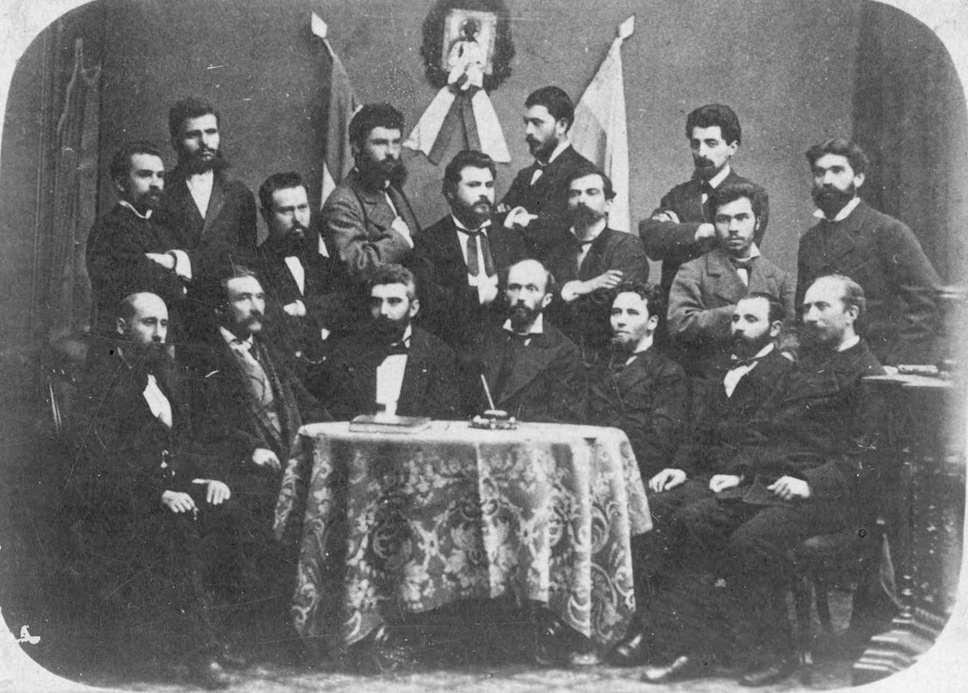
Durante un'assemblea generale della Società nazionale di beneficenza bulgara nel novembre 1876. Vazov è l’ultimo nella fila posteriore.

L'attività poetica del giovane Vazov fu sostenuta dalla madre, Saba Vazova, una donna socievole e studiosa, ma suscitò il malcontento del padre, che decise di far diventare il figlio un commerciante. A questo scopo, nel 1870 Vazov fu mandato in Romania per fare pratica con lo zio, un commerciante di Oltenița. Lì, tuttavia, Vazov rimase fedele alla sua vocazione: imparò la lingua rumena, conobbe la poesia rumena e scrisse poesie con spirito patriottico e illuminista, che pubblicò sulla "Rivista periodica", sulla rivista " Čitalište ", sui giornali " Otečestvo" e "Svoboda" ed altri. Fuggì a Brăila, dove visse per 2-3 mesi fra gli emigrati nella locanda del rivoluzionario bulgaro Neno Todorov - lo Strandža. La vita tra gli emigranti bulgari e gli incontri con Hirsto Botev a Brăila e Galați ebbero un impatto sul giovane poeta, nel quale si risvegliarono il patriota e il cittadino.
Nel 1870 tornò a Sopot. Dal 1872 al 1873 a Mustafa Paša (l'odierna Svilengrad), lavorò come traduttore alla costruzione della ferrovia Istambul-Belovo (la ferovia del Baron Hiršov), perfezionò il francese, studiò il tedesco e conobbe la vita dei contadini bulgari. Nel 1875 tornò nella sua città natale e divenne membro del Comitato rivoluzionario di Sopot.
Dopo l'inizio della rivolta di aprile del 1876 si recò in Romania e divenne segretario della Società Centrale di Beneficenza bulgara a Bucarest. In condizioni molto difficili, preparò le sue prime raccolte di poesie " Il Prjaporec e la Gusla" (Пряпорец и гусла) (sotto lo pseudonimo di Pejčin) e "I dolori della Bulgaria" (Тъгите на България).
Durante la guerra russo-turca del 1877-1878, alla quale rispose con la raccolta di poesie "Izbavlenije", Vazov fu impiegato a Svištov sotto il governatore Najden Gerov, da dove fu mandato fino al 6 marzo 1879 a Ruse.

### Dopo la Liberazione

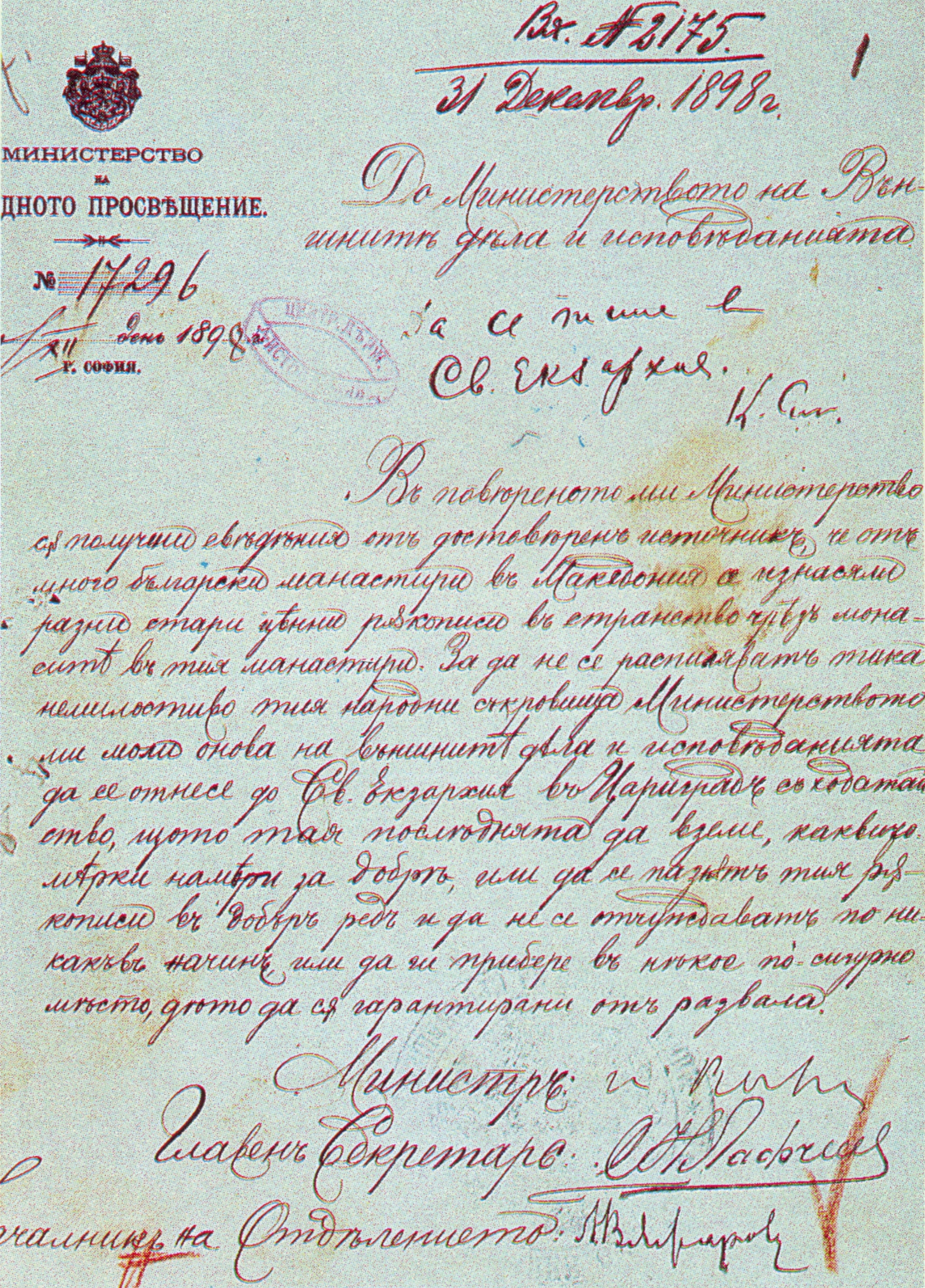
Lettera di Ivan Vazov sulla conservazione dei manoscritti nei monasteri bulgari in Macedonia, 30 dicembre 1898.

A Berkovica fu nominato presidente del tribunale distrettuale (18 marzo 1879 – settembre 1880). Un caso tratto dal suo studio legale lo ispirò a scrivere la poesia "Gramada" (Грамада).
Dal 6 ottobre 1880 si stabilì a Plovdiv, capitale della Rumelia orientale, e si impegnò nella vita politica come membro del Partito Popolare. Fu nominato dal Governatore generale deputato dell'Assemblea regionale e, il 12 ottobre fu eletto nel Comitato permanente della Rumelia orientale, divenendone segretario. L'anno successivo fu eletto come membro di riserva del Comitato permanente, ma nel gennaio 1882 prese il posto di Ivan Evstratiev Gešov, eletto Direttore delle finanze.
Nel 1881-1885, insieme al suo amico e compagno d'armi di allora, Konstantin Veličkov, partecipò alla redazione del giornale "Narodnij glas", dalle cui pagine guidò la lotta contro la sospensione della Costituzione da parte del principe Alessandro I di Bulgaria. Nel 1884 – 1885 fu il vicepresidente dell'Assemblea regionale.
All'inizio del 1881 fu eletto presidente della Società letteraria scientifica di Plovdiv e divenne caporedattore della rivista "Nauka" da lui pubblicata, il primo periodico scientifico e letterario serio dopo la Liberazione della Bulgaria (1878). Nel 1885 Vazov e Veličkov fondarono la rivista "Zora", la prima rivista puramente letteraria in Bulgaria. A Plovdiv fu anche redata la famosa "Antologia bulgara" in due volumi, che fece conoscere al lettore bulgaro più di 100 autori bulgari e stranieri.
Il periodo di Plovdiv fu estremamente favorevole allo sviluppo creativo di Vazov. Le sue opere di questo periodo crearono le fondamenta della letteratura bulgara post-liberazione in quasi tutti i generi letterari, delineando alcuni dei suoi picchi classici: il ciclo di 12 odi "Epopea dei dimenticati" (Епопея на забравените), le poesie "Al monastero di Rila" (При Рилския манастир), "La lingua bulgara" (Българският език), "Verso la libertà" (Към свободата), "Non si spegne ciò che non si spegne" (Не се гаси туй, що не гасне), "Il nuovo cimitero sopra Slivnica" (Новото гробище над Слиница), le novelle " Nemili-nedragi" (Немили-недраги), "Zii" (Чичовци), il racconto "Sta arrivando?" (Иде ли?) ecc.
Dopo il fallimento del colpo di stato filorusso del 1886 Vazov, che era un russofilo proclamato, partì per Odessa passando per Costantinopoli. Lì scrisse il suo famoso romanzo "Sotto il giogo" (Под игото), pubblicato dopo il suo ritorno in Bulgaria nella "Raccolta di pensieri popolari, scienza e letteratura".

### Periodo di Sofia

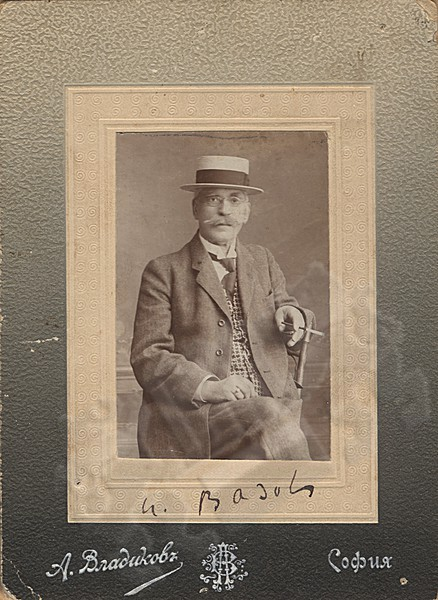
Ritratto tardivo di Alexander Vladikov, 25 novembre 1920.

Nel 1889 tornò in Bulgaria e si stabilì a Sofia. Nel 1890 fondò la rivista "Dennica", che fu pubblicata per 2 anni. In quel periodo pubblicò i suoi racconti più fortemente critico-realisti, raccolti in "Draski i šarki" (Драски и шарки) in due volumi. Nel 1895 furono solennemente celebrati i suoi 25 anni di attività letteraria. Tuttavia il suo romanzo "Terra Nuova" (Нова земя) fu accolto così negativamente dalla critica che l'autore, amareggiato, pensò addirittura di rinunciare alla scrittura.
Dopo la restaurazione del Partito Popolare Vazov si impegnò attivamente nelle sue attività e fu eletto membro del parlamento nel 1894 e nel 1896. Nel 1897 – 1899 fu ministro della Pubblica Istruzione nel terzo governo di Konstantin Stoilov. Si ritirò poi dalla vita politica attiva, ma solo nel 1911. Fu nuovamente deputato alla V Grande Assemblea Nazionale.
Durante le guerre balcaniche del 1912-1918 scrisse 3 raccolte di poesie – una cronaca poetica degli eventi. Vazov fu tra coloro che si opposero al coinvolgimento della Bulgaria nella prima guerra mondiale, schierandosi dalla parte della Triplice Alleanza; quando ciò accadde, cantò nelle sue poesie le vittorie delle truppe bulgare. Accettò dolorosamente la seconda catastrofe nazionale, con la sensazione di aver atteso la sconfitta del suo mondo, ma non perse la fiducia nel futuro della Bulgaria.
Fu membro effettivo della Società letteraria bulgara (l'odierna Accademia bulgara delle scienze) dal 1881 e membro onorario dell'Accademia bulgara delle scienze dal 1921.
Nel 1920 fu solennemente celebrato il 70° anniversario di Vazov, da tempo dichiarato spontaneamente poeta nazionale. Riuscì a ottenere l'affetto e l'apprezzamento nazionale nel 1921. Morì per un infarto nella sua casa di Sofia all'età di 71 anni. Lasciò in eredità tutti i suoi beni a uno dei suoi fratelli, che si trovava in difficoltà finanziarie. Dopo la sua morte, tuttavia, il primo ministro bulgaro Aleksandăr Stambolijski fece approvare una legge speciale per istituire un museo dedicato a Vazov, con la quale la sua casa di Sofia, i diritti d'autore e tutti i beni mobili dello scrittore furono nazionalizzati senza indennizzo. Gli oggetti trovati in possesso di terzi dovettero essere consegnati immediatamente e i trasgressori furono ritenuti responsabili ai sensi della legge sui furti.

## Opere
Alcune opere, fra le più significative dell'ampia produzione vazoviana:
- Le tristezze della Bulgaria (Тъгите на България), poesie - 1877
- L'epopea dei dimenticati (Епопея на забравените), poesie - 1881-1884
- Sotto il giogo (Под игото), romanzo - 1890 - prima edizione italiana Roma, De Carlo, 1946
- Nuova terra (Нова земя), romanzo - 1896
- Borislav (Борислав), opera teatrale - 1909
- Canzoni per la Macedonia (Песни за Македония), poesie - 1914
- Non morirà più (Не ще загине), poesie - 1920

## Riconoscimento
- Insignia dell'"Ordine dell'onore e del merito civile" (1895).
- Insignia di una lira d'argento unica con nastro e fili d'oro e una corona d'argento della Società "Conversazione slava" (1895).
- Medaglia d'oro per la scienza e l'arte (1896).
- Nel 1917 fu nominato da un comitato civico presieduto dal Prof. Ivan Šišmanov, per il premio Nobel per la letteratura.
- Laurea honoris causa dell'Università di Sofia "San Clemente di Ocrida” (21 ottobre 1920).
- Vincitore della più alta onorificenza del Regno di Bulgaria: l'Ordine dei S.s. Apostoli Cirillo e Metodio con nastro e stella (1920), ordine che fino ad allora era stato conferito solo ai membri della dinastia, all'alto clero, ai militari e ai politici. Vazov fu il primo e unico civile a ricevere l'ordine. In totale furono sette i titolari dell'ordine con cittadinanza bulgara (tre dei quali con la corona: gli zar Ferdinando I e Boris III e il principe Kirill). Secondo lo statuto dell'ordine, dopo la morte del titolare, l'ordine sarebbe ritornato allo Stato. L'unica eccezione a questa regola fu Vazov: dopo la sua morte, l'ordine fu lasciato ai suoi eredi per decisione del governo. Oggi è conservato nella Casa Museo 'Ivan Vazov' a Sofia.
- Orologio d'oro con rubini dal ministro Stojan Omarčevski (1920).
- Titolare del titolo di "Poeta del popolo", mai conferito prima, per decreto del Parlamento, firmato dallo zar Boris III (1920).
- Cittadino onorario di Sofia (1920).
- Membro onorario dell'Accademia bulgara delle scienze dal 1920.
- Fu raffigurato sulla banconota da 200 leva emessa nel 1992, in circolazione in Bulgaria dal 1º novembre 1992 al 31 dicembre 1999.[9]
- Il Teatro Nazionale di Sofia porta il suo nome dal 1962
- Portano il suo nome il Capo Vazov sull'isola Livingston in Antartide[10], un cratere sul pianeta Mercurio, il Cratere Vazov oltre a strade, viali, centri comunitari, scuole, biblioteche e un quartiere residenziale di Sofia.
- Il rifugio più alto della Bulgaria, sui monti Rila, sopra la zona dei Sette Laghi di Rila, dove Vazov scrisse la sua opera "Il grande deserto di Rila" (Великата рилска пустиня), porta il suo nome.